# Peter Gallagher
Peter Killian Gallagher (19. kolovoza 1955.), američki filmski glumac, osvajač nagrade Zlatni globus.
Rodio se u New York Cityu, kao sin bakteriologinje Mary i oglašivača Toma. Potječe iz irske katoličke obitelji.
Vrlo rano je na fakultetu prepoznat njegov glumački talent. Na fakultetu je pjevao u muškom zboru.
Glumi od 1980. godine, a u dosadašnjih 30 uloga utjelovio je niz različitih likova. 
Najpoznatiji je kao Sandy Cohen, židovski javni tužitelj, u seriji " The O.C."
Kao uspomenu na tu ulogu, dodjeljuje stipendiju za studij prava za one koji žele postati javni tužitelj.
Od sveučilišta na kojem je studirao dobio je niz počasti.
Oženjen je od 1983. godine, u braku ima dvoje djece.